# Мамич-Бердей
Мамич-Бердей (? — близько 1556, Москва) — герой марійського народу, сотенний князь, ключова фігура 1-ї Чемериської війни (1552-1557), власник кількох сотень-волостей на Малій Кокшазі. Противник приєднання Казанського ханства до Московського Царства, активний опонент лінії Івана Грозного на підпорядкування марійських земель.

## Діяльність
У 1552-1554 роках керував невеликою групою бунтівників, на Волзі здійснював напади на російські судна. До 1555 року його загін виріс до кількох тисяч бійців. З метою звільнення Казанського ханства запросив 1555 року з Ногайської Орди царевича Ахпол-бея, який, однак, зі своїм загоном із 300 воїнів не допоміг повстанцям, а почав грабувати марійське населення, за що разом зі свитою його стратили. Після цього Мамич-Бердей сам очолив рух народів Поволжя за відновлення незалежності від Московського царства. Під його керівництвом перебувало двадцять тисяч повстанців - лугових марійців, татар, удмуртів. У березні 1556 року спробував залучити до повстанського руху гірських марійців і чувашів, але через зраду був схоплений сотником Алтишем (охорону Маміч-Бердея 200 осіб було перебито) і виданий російській владі. Страчений у Москві.

## Нащадки
Діти Мамич-Бердея продовжували володіти його волостями аж до початку 2-ї Чемериської війни (1571-1574). Син Маммч-Бердея Качак був одним із лідерів визвольного руху у 2-й Чемериській війні. Онук Мамич-Бердея Джан-Галі.

## Пам'ять
Долі Мамич-Бердея присвячений роман Л. Яндакова. В Оршанському районі Республіки Марій Ел недалеко від села Кугунур встановлено пам'ятний камінь на честь Мамич-Бердея. Мамич-Бердея також шанують татари й удмурти.